# Ponarlica
Ponarlica [pɔnarˈlit͡sa] est un village polonais de la gmina de Nowy Dwór dans le powiat de Sokółka et dans la voïvodie de Podlachie. Il se situe à environ 36 kilomètres au nord de Sokółka et à 72 kilomètres au nord de Białystok.